# Edgardo Toetti
Edgardo Toetti   (Milà, 10 de juliol de 1910 - Milà, 2 de juny de 1968) va ser un atleta italià, especialista en curses de velocitat, que va competir durant les dècades de 1920 i 1930.
El 1928 va prendre part en els Jocs Olímpics d'Amsterdam, on va disputar tres proves del programa d'atletisme. En totes, 100, 200 i 4x100 metres relleus quedà eliminat en sèries. Quatre anys més tard, als Jocs de Los Angeles, guanyà la medalla de bronze en els 4x100 metres relleus formant equip amb Giuseppe Castelli, Gabriele Salviati i Ruggero Maregatti.
En el seu palmarès també destaquen 12 campionats nacionals: 100 metres (1928-1932, 1934), 200 metres (1928, 1932, 1934) i relleus 4x100 (1930, 1933, 1935).

## Millors marques
- 100 metres llisos. 10.6" (1928)
- 200 metres llisos. 21.8" (1931)[1][2]